# Oihane Iraguen Zabala
Oihane Iraguen Zabala (Bilbao, 4 de noviembre de 1985) es una artista ciberfeminista y profesora de la Universidad del País Vasco. Investiga la relación entre tecnocultura, imagen y sonido.

## Biografía
Ohiane Iraguen es licenciada en Comunicación Audiovisual (2007) y Máster en Artes Tecnológicas y Escénicas y Máster en Educación Artística. Es Doctora en Bellas Artes por la Universidad del País Vasco, Departamento de Artes y Tecnología. Su tesis se tituló Akusmatika eta kutxabelztea. Arrotzatze prozesu garaikideak soinu artean (Acústica y caja negra. Procesos contemporáneos de alienación entre el sonido (2019). Ha investigado la práctica sonora, un proceso/práctica que promueve la escucha sin conocer la fuente del sonido. Para el pasado, la acústica evita el ámbito visual de la comunicación, pero no interfiere con su funcionamiento interno, actúa como una caja negra. Los estímulos externos la afectan, desencadenando pensamientos y emociones compuestas por voces de imágenes (no) familiares dentro de la caja. Este trabajo consiste en investigar las resonancias internas de las cajas negras sin analizar la salida de estas entradas, la respuesta. El objetivo de la tesis es estudiar prácticas sonoras intermedias, estudiar prácticas acústicas, proponer el ciberfeminismo como ejercicio acústico contemporáneo y explicar la atracción entre lo desconocido (entendido como caja negra) y lo conocido (caja transparente). Estudiar el posible efecto de la tesis sobre las imágenes mentales creadas por las tecnologías utilizadas en las prácticas acústicas del arte contemporáneo. Además, investigar los efectos de la desaparición de los aspectos visuales tanto en el ámbito virtual como en el mental.
Ha trabajado como ayudante de diseño de producción en Warner Bros., Eyeworks en Madrid, y como profesora de técnicas audiovisuales en el Instituto Europeo de Diseño de Madrid. Es profesora de la Universidad del País Vasco.

Ha publicado varios artículos y capítulos de libro en revistas/libros de investigación artística: AusArt, Eusko ikaskuntza, BRAC, Arte de la Memoria, Video Arte en el País Vasco. Explora la conexión entre ciberfeminismo, tecnocultura, tecnología y arte, y la dialéctica entre técnica y valores. Para el pasado, el ciberfeminismo afecta la relación entre el arte y la tecnología, y aunque pueda parecer contradictorio, se ve cada vez más en la posmodernidad y la poshumanidad. El ciberfeminismo expone las contradicciones a través del arte, superando la variabilidad de la semiótica, transformando y debatiendo las relaciones, actuando con la plasticidad de las identidades y fronteras, y llevando a la ruptura de la elasticidad de las reglas.
“La tecnología quita y agrega egoísmo a nuestra soledad al mismo tiempo, mientras todos somos yo y estamos al mismo tiempo enterrados en la ceguera de ser “tú”. La cibercultura ofrece un sinfín de "tú" incluso mientras continuamos sumergiéndonos en el "yo" y el "nosotros"."

## Exposiciones
En 2017 recibió una beca de la Diputación Foral de Vizcaya para las Artes Plásticas y Visuales. Ha expuesto en MEM 2018, NY Space Festival (Manchester), Future Fest Art Prize (Londres, 2016), III Festival Explora, OKELA Creative Workshop (Bilbao) y Bread & Butter (Berlín).
En 2016, Semioticsofthekitchen.com reinterpreta el trabajo de video seminal de 1975 de Martha Rosler Semiotics Of The Kitchen en la era digital. Reflexiona sobre el papel que juega la cocina en la configuración del comportamiento y la vida de las mujeres. La terminología simbólica de la cocina, según la hipótesis de Rosler, hace de la mujer un símbolo del sistema de producción de alimentos y de la subjetividad explotada. “Cuando una mujer habla, lo llama su propia opresión. “En esta obra, la mujer se convierte en signo del nuevo sistema de producción mediático. Esta reinterpretación de la era digital refleja el papel y el carácter de la mujer en la cocina (en este caso la cocina digital). Por lo general, las acciones informáticas (descargar, cargar, mover al escritorio, guardar, etc.) las realizará en la cocina un joven estadounidense de ascendencia mexicana.

En 2019 presentó la iniciativa Ecos #24 en el Sala Rekalde. También en la misma sala, Barria organizó una exposición sonora titulada "Apenas zurrumurru bat" dentro del programa 19, reuniendo sonidos que no sabemos de dónde vienen. Consistía en cinco canales con diferentes sonidos, un video y cuatro acustografías (transcripciones abstractas de sonido en papel, similar a una partitura de dibujo). El resultado es un conjunto de sonidos que ocupan espacio, donde el espectador se siente inmerso en determinadas frecuencias de escucha.
“Después de todo, una exposición se trata de llenar un espacio, mostrando lo que se ha producido. Y mi objetivo era ocupar el espacio con los propios sonidos, reconociendo que el ruido y el silencio son sonidos.” 

## Galería de imágenes

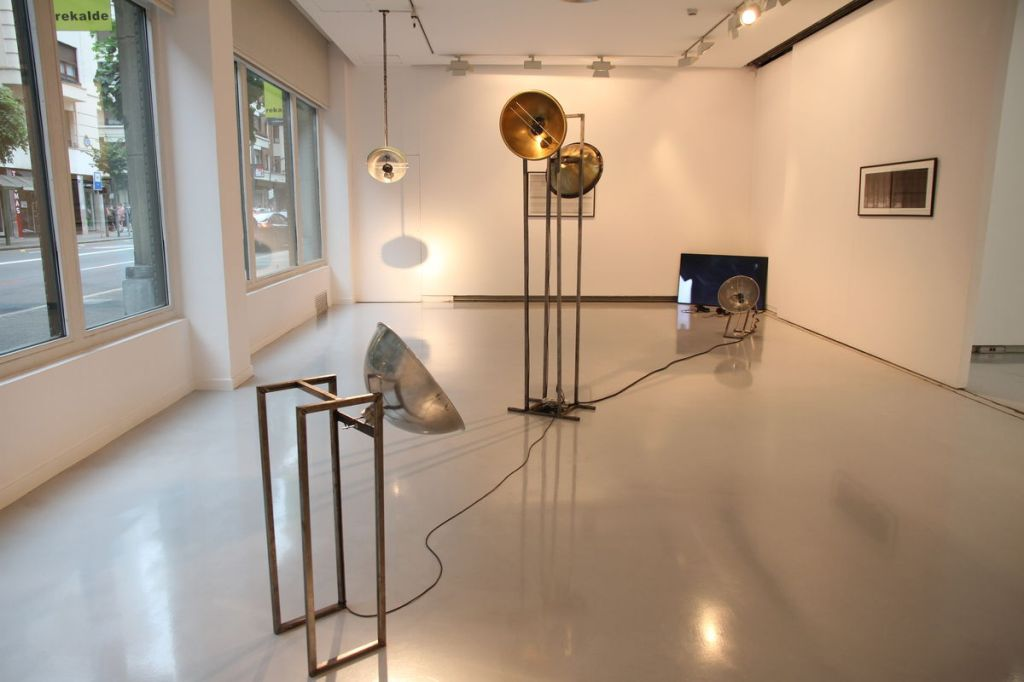

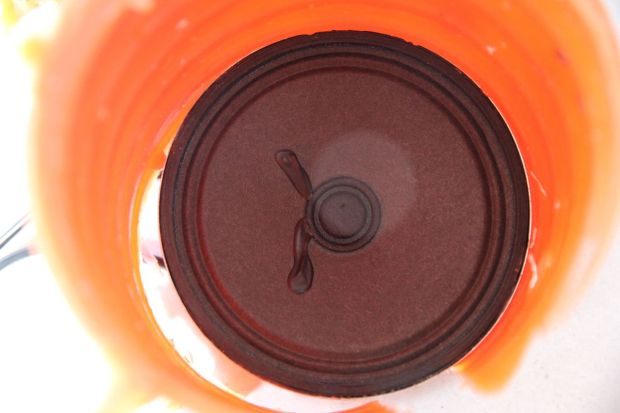

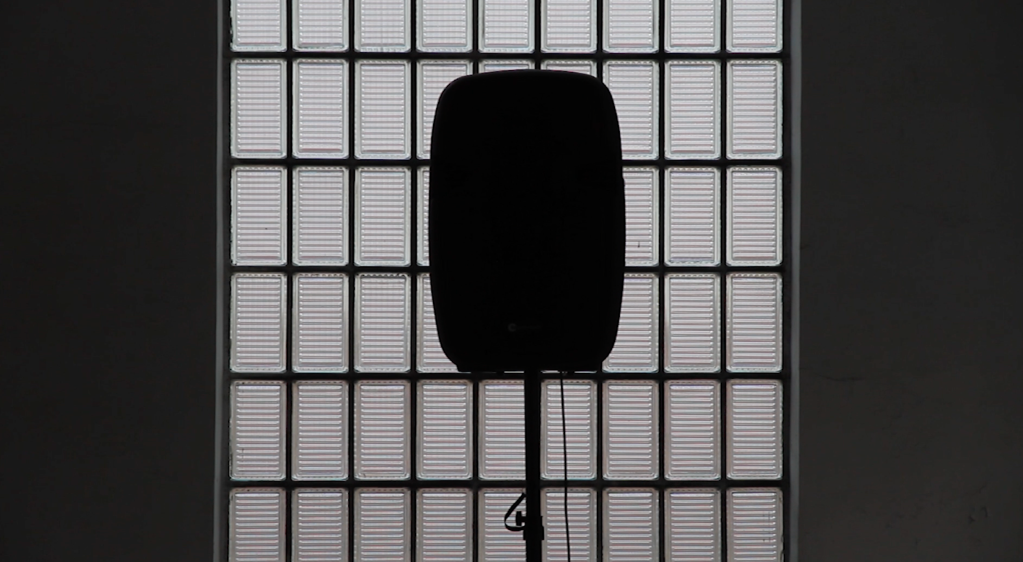

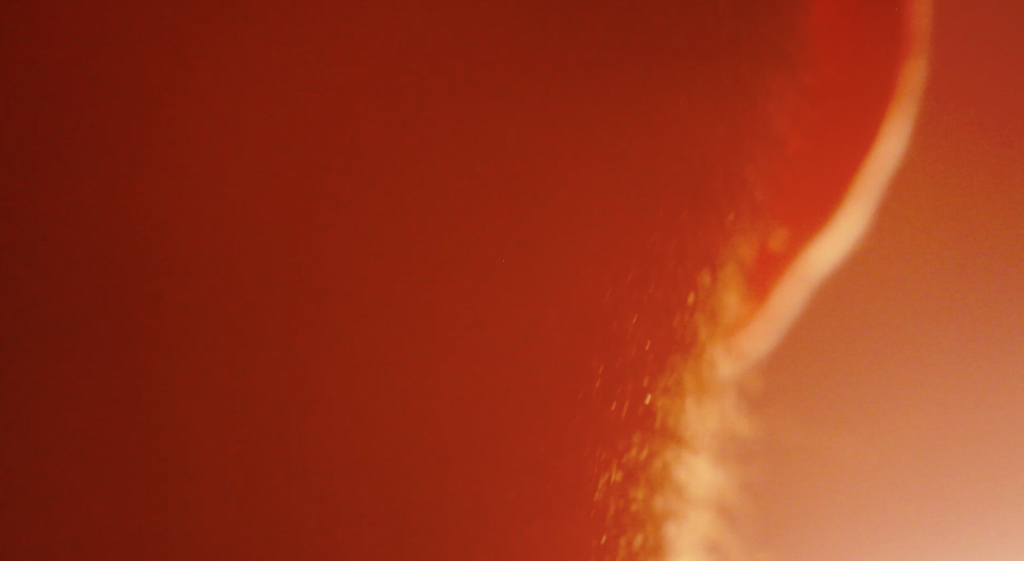

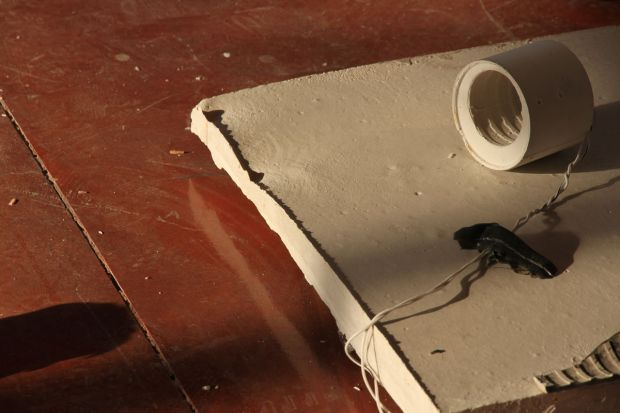

Oihane Iraguen, “Apenas zurrumurru bat” soinu-erakusketako irudiak, 2019. 

## Publicaciones
- Akusmatika eta kutxabelztea. Arrotzatze prozesu garaikideak soinu artean, 2019.[16][17]
- Ciberfeminismo. (Re) creando identidad, (dando forma) a la realidad, 2018.[18]
- Ciberfeminismo, la disolución y reconstrucción de las políticas de identidad, 2017.[19]
- Aceleración: el (buen) uso de la lupa, 2016.[8]

- Entre el Sonido y el Sentido. Acusmática y Blackboxing, 2000.[20]